# Hendrik Gerritsz. Pot

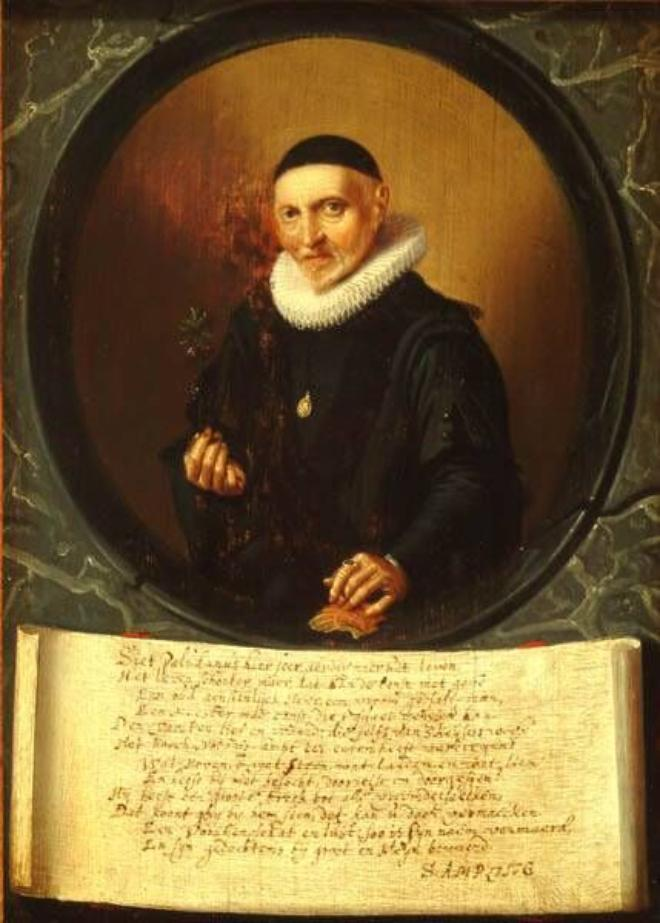
Retrato de Bernardus Paludanus, 1629, óleo sobre tabla, 25,4 x 18,3 cm, Haarlem, Frans Hals Museum.

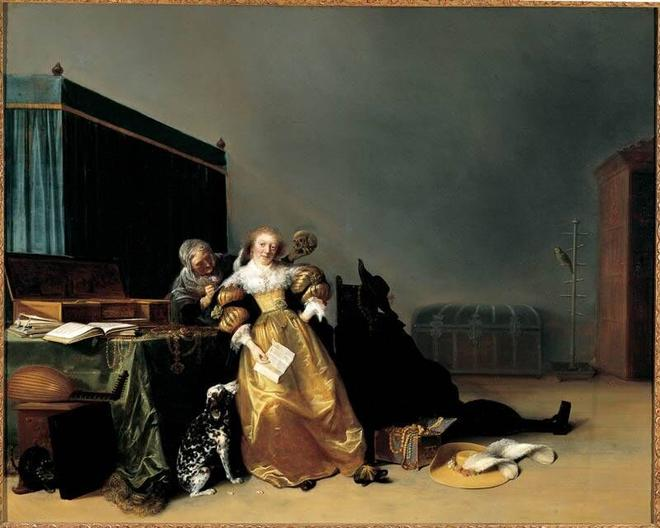
Alegoría de la fugacidad, óleo sobre tabla, 58 x 73 cm, Haarlem, Frans Hals Museum.

Hendrik Gerritsz. Pot (Ámsterdam, c. 1580-1657) fue un pintor barroco neerlandés, especializado en retratos, alegorías y escenas de género.

## Biografía
Nacido en Ámsterdam hacia 1580/1581, se formó en Haarlem donde consta que en 1603 trabajaba en el taller de Karel van Mander, aunque su estancia en él debió de ser breve. Tres años después se inscribió en la milicia cívica de Haarlem. Casó en 1610 con Janeken Theunisdr. de Ram, con quien tuvo tres hijos, fallecidos los tres en 1613. En 1631 o 1632 viajó a Londres para retratar al rey Carlos I y a su esposa Enriqueta María con el príncipe de Gales. Pot ofreció además a Carlos I un cuadro con el tema de Ester que pudiera ser el ahora conservado en el Frans Hals Museum de Haarlem, pintado con un estilo cercano estilísticamente al de Pieter de Grebber, evidenciando la versatilidad del pintor. En Londres el matrimonio bautizó el 18 de noviembre de 1632 a Judith, su cuarta hija, e inmediatamente retornaron a Haarlem, pues en 1633 Frans Hals incorporó el retrato de Pot a su retrato de grupo de la milicia de San Adrián (Frans Hals Museum). En 1650 se le registra como ciudadano de Ámsterdam donde fue enterrado el 15 de octubre de 1657.
En Haarlem Pot llevó una vida desahogada. Desde muy pronto recibió encargos del consistorio —Triunfo de Guillermo I de Orange (1620, Frans Hals Museum)— y ocupó cargos de responsabilidad tanto en el gremio de pintores, del que fue decano en 1626, 1631, 1634 y 1648, y diácono en 1635, como en la guardia urbana, como teniente de la milicia de San Adrián de 1630 a 1633 y de la milicia de San Jorge de 1643 a 1645. También en esta función lo retrató Frans Hals en 1639 con sus compañeros de la milicia (Frans Hals Museum). Fue, además, gobernador de la penitenciaría de Haarlem y comisionado del Tribunal de Justicia en 1635.

## Obra
Pot es autor de una obra extensa y variada, en estilos también variados, aunque su dedicación principal fuesen los retratos, desde los retratos de medio cuerpo o de tres cuartos inscritos en óvalos de mármol fingido, como son los retratos en miniatura de Jean Fontaine y Anna Hooftman, conservados ambos en el Mauritshuis de La Haya, el de Andries Hooftman del Musée Condé de Chantilly o el del célebre coleccionista Bernardus Paludanus (Frans Hals Museum), los retratos de pareja o al modo de una conversation piece, como el citado retrato doble de Carlos I y Enriqueta María con el príncipe de Gales, o el retrato de grupo, en un estilo que recuerda las obras de Frans Hals, como lo es su propia versión de los Oficiales de la guardia cívica de Haarlem (Frans Hals Museum), cuya autoría, no obstante, ha sido puesta en cuestión últimamente para ser considerada obra anónima de la escuela de Haarlem. Pintó también escenas de género a la manera de Dirck Hals —Festín de bebedores, 1633, Róterdam, Museum Boijmans Van Beuningen—, alegorías, incluso con recuerdos tardomanieristas en obras como el Triunfo de Carlos I de Orange o el Carro de Flora del Frans Hals Museum, y cuadros de historia sobre temas bíblicos, como Ester en su tocador o David escribiendo los Salmos, cercanos en su estilo al de Pieter de Grebber.